# Melaine Walker
Melaine Walker (Kingston, 1983. január 1. –) olimpiai és világbajnok jamaicai atlétanő, futó.
A 2008-as olimpiai játékokon 52,64-es idejével megdöntötte az olimpiai rekordot négyszáz méteres gátfutásban. A pekingi olimpián elért győzelme után a 2009-es berlini atlétikai világbajnokságon is aranyérmes lett, 52,42-es idővel a szám második legjobb idejét futotta az atlétika történelmében.

## Egyéni legjobbjai
- 60 méter gátfutás – 8,05 (2006, fedett)
- 100 méter gátfutás – 12,75 (2006)
- 400 méter gátfutás – 52,42 (2009)
- 60 méter síkfutás  – 7,40 (2005, fedett)
- 200 méter síkfutás  – 23,67 (1998)
- 400 méter síkfutás – 51,61 (2008)